# گلایدورف
گلایدورف (به آلمانی: Gleidorf) یک منطقهٔ مسکونی در آلمان است که در اشمالنبرگ واقع شده‌است. گلایدورف ۱٬۳۶۹ نفر جمعیت دارد.